# Aetideus truncatus
Aetideus truncatus is een eenoogkreeftjessoort uit de familie van de Aetideidae. De wetenschappelijke naam van de soort is voor het eerst geldig gepubliceerd in 1971 door Bradford.